# Fara Williams
Fara Tanya Franki Williams Merrett (Londres, 25 de janeiro de 1984) é uma futebolista britânica que atua como meia.

## Carreira
Fara Williams integrou o elenco da Seleção Britânica de Futebol Feminino, nas Olimpíadas de 2012. 